# Petrus en Pauluskerk (Arcen)
De Petrus en Pauluskerk is een kerkgebouw op een kerkheuvel in het dorp Arcen in de gemeente Venlo.
Op ongeveer 150 meter naar het noorden staat de Mariakapel.

## Geschiedenis
De eerste kerk werd gebouwd boven op een twee en een halve meter hoge heuvel en bestond uit een rechthoekige zaal met aangebouwd priesterkoor en een westtoren. Aan het einde van de 15e eeuw werd het priesterkoor vervangen door een polygonaal koor tegen de zaalkerk. Begin 16e eeuw werd de zaalkerk vervangen door een driebeukige kruiskerk. De romaanse toren werd in de toenmalige kerk ingebouwd.
In 1893 werd de kerk door Caspar Franssen gerestaureerd. De oude toren werd gesloopt en de eerste travee werd ingericht als tweede travee. Tegen de westgevel werd een neogotische klokkentoren gebouwd.
Tijdens de Tweede Wereldoorlog stortte op 2 december 1943 een gedeelte van de kerk in tijdens werkzaamheden aan pilaren, hierbij komen twee arbeiders om. In de oorlog raakte de kerk beschadigd door artillerievuur. In december 1944 stortte de torenspits en een deel van het schip in. Daarom deed direct na de oorlog een oud schoolgebouw enige tijd dienst als noodkerk.
In 1954 waren de plannen gereed voor nieuwbouw van de kerk naar ontwerp van architect H.W. Valk. Met de bouw werd pas in 1958 begonnen, in 1959 was zij voltooid.

## Bouwwerk
Het kerkgebouw is een kruisbasiliek met twee torens en heeft een christocentrische opzet. Het basilicale schip heeft een brede middenbeuk en smalle zijbeuken. Het transept is eveneens breed uitgevoerd. De kruising, dat dienstdoet als priesterkoor wordt bekroond door een ruime vierkante vieringtoren en afgesloten door een abside met kooromgang. Aan de op het zuiden gerichte voorkant heeft de kerk een dubbeltorenfront met portaal. De torens zijn van ongelijke hoogte.
Het gebouw lijkt sterk op de eveneens door Valk ontworpen Sint-Victorkerk in Apeldoorn.

## Monumentale elementen
In het plantsoen ten westen van de kerk is een betonnen constructie geplaatst met daarin de antieke Mariaklok. De kerk is een rijksmonument vanwege twee klokken uit 1861 en 1684, een priesterzerk en een houten beeld.